# Raionul Uman, Cerkasî
Uman (în ucraineană Уманський район, transliterat: Umanskîi raion) este un raion în regiunea Cerkasî, Ucraina. Are reședința la Uman.
Are o suprafață de 4.527,2 km². Populația este de 257.500 locuitori, determinată în 2020.